# Affaire King-Byng

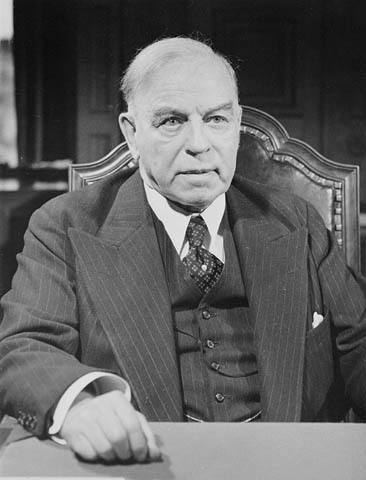
Mackenzie King avait demandé la dissolution du Parlement.

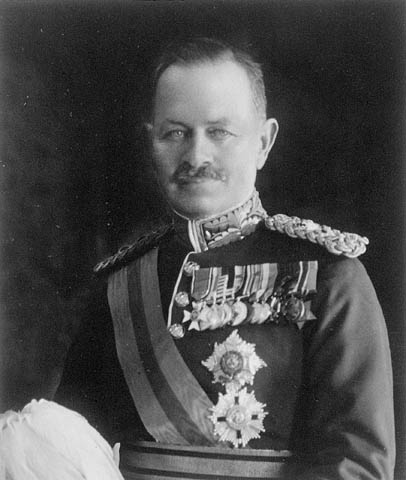
Lord Byng a refusé la requête du premier ministre.

Pour les articles homonymes, voir King et Byng.
L'affaire King-Byng est le nom donné à une crise constitutionnelle au Canada en 1926.  L'événement a eu lieu quand le gouverneur général du Canada, Lord Byng de Vimy, a refusé une requête du premier ministre du Canada, William Lyon Mackenzie King, de dissoudre le Parlement et d'organiser une élection générale.
La crise fut surveillée de près par les gouvernements canadien et britannique, et conduisit à redéfinir le rôle du gouverneur général, non seulement au Canada, mais dans tous les dominions du Commonwealth. Ce fut également un argument de poids dans les négociations aux conférences impériales à la fin des années 1920 qui menèrent à la proclamation du Statut de Westminster de 1931.

## Déroulement de la crise

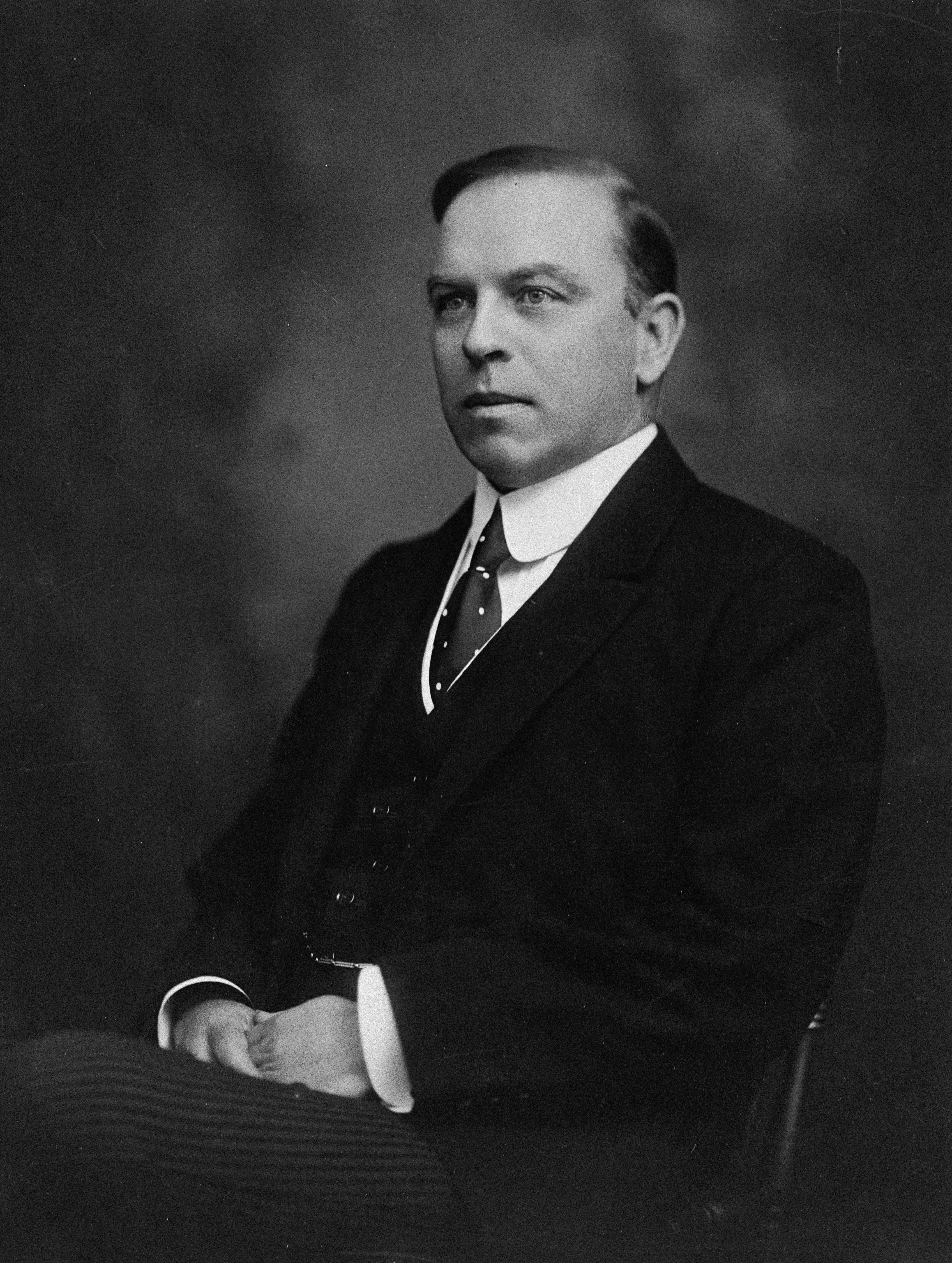
William Lyon Mackenzie King, Premier ministre du Canada lors de l'affaire.

Selon la théorie constitutionnelle de l'Empire britannique, le gouverneur général représentait à la fois le monarque et le gouvernement britannique, une situation qui avait évolué, avec les prédécesseurs de Lord Byng et le gouvernement canadien ainsi que le peuple du Canada, en une tradition de non-ingérence dans les affaires politiques canadiennes.
À la suite de l'élection générale du 6 décembre 1921 qui virent l'élection des députés de la 14e législature du Parlement du Canada, les libéraux de King obtinrent 117 sièges, soit un de moins que l'opposition. Celle-ci se composait de 64 députés progressistes, de 50 députés conservateurs, de 3 députés travaillistes et d'un (1) député indépendant. King demanda et obtint la dissolution du Parlement le 5 septembre 1925.
À la suite de l'élection générale du 29 octobre 1925, le Parti conservateur remporta une majorité simple des sièges, mais pas une majorité absolue, soit 116 sièges sur 245. Les libéraux de King obtinrent quant à eux 101 sièges. Le reste de l'opposition était composé de 24 députés progressistes, de 2 députés travaillistes et de 2 députés indépendants. King n'avait pas réussi à se faire élire dans sa circonscription et dut chercher à se faire élire lors d'une élection partielle. Bien que détenant un nombre de sièges inférieur à celui des conservateurs, King se crut capable d'obtenir la confiance de la Chambre. La première session de la 15e législature du Parlement du Canada s'ouvrit le 7 janvier 1926. Grâce à l'appui des députés du Parti progressiste, Mackenzie King réussit à se maintenir au pouvoir à la tête d'un gouvernement minoritaire sans avoir à démissionner de son poste de premier ministre pendant plusieurs mois.
Puis, un scandale politique au Ministère des douanes et de l'accise fut révélé au grand public. Devant la Chambre des communes, le Parti conservateur allégua que la corruption s'étendait jusqu'aux plus hauts niveaux du gouvernement, y compris le premier ministre. Mackenzie King renvoya son ministre des Douanes, Jacques Bureau, mais le nomma aussitôt au Sénat, semant le désarroi au sein du Parti progressiste qui avait déjà commencé à lui retirer son appui.
Devant faire face à un troisième vote sur la question de la corruption gouvernementale, et ayant déjà à deux reprises perdu un vote sur une question de procédure, King se rendit, durant la fin de semaine du 26-27 juin 1926, chez le gouverneur général afin de demander la dissolution du Parlement. Byng exerça son pouvoir constitutionnel et refusa la requête, déclenchant la crise. King lui demanda de consulter le gouvernement britannique, que Byng représentait, avant de prendre sa décision. Byng refusa de nouveau, prétextant la non-ingérence dans les affaires canadiennes.
Le jour suivant, King présenta à Byng un ordre du Conseil privé demandant la dissolution du Parlement. Byng refusa de le signer. King démissionna le 28 juin 1926 en annonçant sa décision en Chambre, laissant temporairement le Canada dépourvu de premier ministre et de gouvernement. Le gouverneur général fit appel au chef conservateur Arthur Meighen afin de former un gouvernement. Meighen accepta et se présenta en Chambre le 29 juin 1926 et perdit un vote sur une motion de confiance. Une semaine plus tard, il perdit un autre vote sur une question de confiance. Le 2 juillet 1926, Meighen demanda la dissolution du Parlement, qui fut accordée par Byng, et une élection générale fut déclenchée afin d'élire les députés de la 16e législature.
On fit beaucoup de cas de la 'Crise Byng-King' durant la campagne électorale. Les libéraux furent ramenés au pouvoir avec, cette fois, une majorité claire, King à leur tête. Une fois au pouvoir, le gouvernement de King chercha, lors d'une conférence du Commonwealth, à redéfinir le rôle du gouverneur général afin de le transformer en représentant du monarque, mais pas du gouvernement britannique. Le changement fut accepté à la conférence impériale de 1926. À partir de la déclaration Balfour de 1926, les gouverneurs généraux du Commonwealth cessèrent d'être des agents du gouvernement impérial britannique dans chaque dominion — ce rôle fut assumé par un Haut-commissaire britannique, dont les fonctions furent bientôt reconnues comme étant pratiquement identiques à celles d'un ambassadeur.
Byng quitta le Canada le 30 septembre 1926 et retourna en Angleterre. Malgré la crise politique, il était toujours très respecté au Canada.
L'affaire King-Byng représenta l'usage le plus controversé des pouvoirs du gouverneur général jusqu'à la crise constitutionnelle australienne de 1975, dans laquelle le gouverneur général de l'Australie renvoya le premier ministre Gough Whitlam.